# Wampiry (film 2017)
Wampiry (ros. Вурдалаки) – rosyjski horror fantasy z 2017 roku w reżyserii Siergieja Ginzburga. Swobodna adaptacja opowiadania Aleksieja Tołstoja Rodzina Wilkołaka.

## Treść[2]
XVIII wiek. Caryca Elżbieta wysyła swojego chrześniaka Andrieja (Konstantin Kriukow) do klasztoru w odległej górskiej okolicy Karpat. Ma on zadanie odszukania i sprowadzenie z powrotem do Petersburga przebywającego tam na wygnaniu jej byłego spowiednika. Na miejscu okazuje się, że będzie musiał stawić czoła hordzie wampirów.

## Obsada
- Michaił Porieczenkow: Ławr
- Konstantin Kriukow: Andriej
- Agłaja Szyłowskaja: Milena
- Andriej Rudienski: Witold
- Michaił Żygałow: Gorcza
- Anatolij Guszczin: Łukacz